# Marcus Ellis
Marcus John Ellis (Huddersfield, 14 de septiembre de 1989) es un deportista británico que compite para Inglaterra en bádminton, en las modalidades de dobles y dobles mixto.
Participó en dos Juegos Olímpicos de Verano, obteniendo una medalla de bronce en Río de Janeiro 2016, en la prueba de dobles (junto con Christopher Langridge), y el quinto lugar en Tokio 2020 (dobles mixto).
Ganó tres medallas en los Juegos Europeos, dos oros en Minsk 2019 y bronce en Cracovia 2023, y cuatro medallas en el Campeonato Europeo de Bádminton, entre los años 2016 y 2021.

## Palmarés internacional
| Representando al Reino Unido |                            |                   |              |
| Juegos Olímpicos             |                            |                   |              |
| Año                          | Lugar                      | Medalla           | Prueba       |
| 2016                         | Río de Janeiro (Brasil)    | Medalla de bronce | Dobles       |
| Juegos Europeos              |                            |                   |              |
| Año                          | Lugar                      | Medalla           | Prueba       |
| 2019                         | Minsk (Bielorrusia)        | Medalla de oro    | Dobles       |
| 2019                         | Minsk (Bielorrusia)        | Medalla de oro    | Dobles mixto |
| 2023                         | Tarnów (Polonia)           | Medalla de bronce | Dobles mixto |
| Representando a Inglaterra   |                            |                   |              |
| Campeonato Europeo           |                            |                   |              |
| Año                          | Lugar                      | Medalla           | Prueba       |
| 2016                         | La Roche-sur-Yon (Francia) | Medalla de bronce | Dobles       |
| 2018                         | Huelva (España)            | Medalla de bronce | Dobles mixto |
| 2021                         | Kiev (Ucrania)             | Medalla de plata  | Dobles mixto |
| 2021                         | Kiev (Ucrania)             | Medalla de bronce | Dobles       |